# Жела Георгиева
Жела Георгиева е българскa преводачкa от руски, хърватски и сръбски език на художествена литература.

## Биография
Завършва славянска филология – южнославянски езици и литератури и руски език и литература. Работи като специалист в Националната библиотека „Св. св. Кирил и Методий“, литературна сътрудничка в радио „София“, БНР и БНТ и редактор в издателство „Отечество“.
В продължение на десет години ръководи „Панорама“, издателството на СПБ (в който членува), и издава едноименното списание.
Жела Георгиева превежда над 40 книги от сръбски, 15 от хърватски и 15 от руски на български език. Преводите ѝ са отличени с най-високи награди в страната и в чужбина. Сред нейните автори са Иво Андрич, Мирослав Попович, Драгослав Михайлович, Данило Киш, Милорад Павич, Горан Петрович, Меша Селимович, Дубравка Угрешич, Светислав Басара, Венедикт Ерофеев, Гайто Газданов и много други.
Омъжена е за преводача Симеон Владимиров.